# Маменги, Кристофер
Кристофер Эмануэл Маменги (нидерл. Christopher Emanuel Mamengi; род. 3 апреля 2001, Амерсфорт, Утрехт) — нидерландский футболист, левый защитник.

## Клубная карьера
Маменги — воспитанник клуба «Утрехт». В 16 лет подписал первый профессиональный контракт. 22 октября 2018 года в матче против «Твенте» он дебютировал в первом дивизионе Нидерландов за «Йонг Утрехт». 27 октября 2020 года в матче против «Дордрехта» Маменги дебютировал в Кубке Нидерландов.
17 августа 2023 года Кристофер стал игроком «Алмере Сити» и подписал контракт на три года, с опцией продления ещё на один сезон. 21 июля 2025 года клуб объявил о расторжении контракта с игроком по обоюдному согласию.

## Международная карьера
В 2018 году в составе юношеской сборной Нидерландов Маменги выиграл юношеский чемпионат Европы в Англии. На турнире он сыграл в матчах против команд Испании, Сербии, Ирландии, Англии и Италии.

## Достижения
Международные
Нидерланды (до 17)
- Юношеский чемпионат Европы — 2018[13]